# 歯無しのグルメ〜噛まずにとろける美味い店〜
『歯無しのグルメ〜噛まずにとろける美味い店〜』（はなしのグルメ かまずにとろけるうまいみせ）はTBSの「土曜☆ブレイク」（関東ローカル枠）で2022年5月28日の14時 - 14時54分に放送されたテレビドラマ。主演は鈴木もぐら（空気階段）。
虫歯で6 - 7本奥歯がないと公言している鈴木もぐらが本人役で主演し、歯がいらないほど柔らかくておいしいグルメに舌鼓を打つという内容。
オーディオコメンタリーには相方・水川かたまりに加え、小峠英二（バイきんぐ）、小宮浩信（三四郎）、福田麻貴（3時のヒロイン）と、過去に歯に不具合があった芸人たちが出演。
2023年1月21日に同枠で第2弾が放送された。脚本はもぐらの相方・水川かたまりが担当。ドラマの各話終了後に、もぐらと同じく「歯が無い」加藤一二三が作中で紹介された店を一人で訪れるコーナー「やわらかヒフミ発見伝」が放送された。

## キャスト
特記なき場合は第1弾、第2弾共通。

### 主要人物
- 鈴木もぐら（空気階段） - 鈴木もぐら（本人役）

### スタジオパート
ドラマに対するツッコミ（オーディオコメンタリー）担当。
- 水川かたまり（空気階段）（第1弾）
- 小峠英二（バイきんぐ）
- 小宮浩信（三四郎）（第1弾）
- 福田麻貴（3時のヒロイン）
- 盛山晋太郎（見取り図）[3]（第2弾）
- 森田哲矢（さらば青春の光）[3]（第2弾）

### 第1弾

#### ゲスト
第一話
- パチンコ店のおじさん - 葛西純

第二話
- 相方 - 水川かたまり（空気階段）
- 美食家 - 加藤一二三[2]
- 編集者 - 大西武志
- サウナのおじさん - 森下能幸

### 第2弾
- 芝山春香（もぐらに恋する女性） - 三倉佳奈[3]

#### ゲスト
第三話
- 峯先輩（春香の交際相手） - 水川かたまり（声の出演）

第四話
- ゲストなし（ノークレジット）

## スタッフ
特記なき場合は第1弾、第2弾共通。
- 脚本 - 細川拓朗（第1弾）、高柳浩平（第1弾）、水川かたまり（第2弾）
- 演出 - 松野良、及能貴之
- プロデューサー - 田村恵里（第1弾）、黄地久美子（第2弾）仲村孝明
- 企画・総合演出 - 村居大輔
- 制作協力 - アルファ・グリッド（第1弾）、DORADO PROMOTION（第2弾）
- 製作著作 - TBS

## 放送日程
| 各話   | 放送日        | サブタイトル                                                                         | 脚本         | 演出     |
| ------ | ------------- | ------------------------------------------------------------------------------------ | ------------ | -------- |
| 第一話 | 2022年5月28日 | 門前仲町のもつ焼きとゆでタン                                                         | 細川拓朗     | 松野良   |
| 第二話 | 2022年5月28日 | 高田馬場のロースかつ定食                                                             | 高柳浩平     | 及能貴之 |
| 第三話 | 2023年1月21日 | 神田 予想を180度裏切る大回転 エアリー感抜群ふわっふわ! いかげそ天ぷら                | 水川かたまり | 松野良   |
| 第四話 | 2023年1月21日 | 小伝馬町 常識を覆すおでんのオンパレード! 歯がなくても食べられる!? とろける軟骨ソーキ | 水川かたまり | 及能貴之 |

- 話数のカウントは弾数を跨いで引き継がれている。